# Карл Густав фон Баден-Дурлах
Карл Густав фон Баден-Дурлах (на немски: Karl Gustav Prinz von Baden-Durlach; * 27 септември 1648, Дурлах; † 24 октомври 1703, дворец Карлсбург в Дурлах) от Маркграфство Баден-Дурлах е немски генерал и от 1697 г. генерал-фелдмаршал.

## Произход
Той е син на Фридрих VI (1617 – 1677), маркграф на Баден-Дурлах, и на Христина Магдалена фон Пфалц-Цвайбрюкен-Клеебург (1616 – 1662), дъщеря на пфалцграф Йохан Казимир фон Клеебург. По-големият му брат Фридрих Магнус (1647 – 1709) е от 1677 г. маркграф на Баден-Дурлах.

## Фамилия
Карл се жени на 28 октомври 1677 г. за принцеса Анна София (* 29 октомври 1659; † 28 юни 1742), дъщеря на херцог Антон Улрих фон Брауншвайг-Волфенбютел и Елизабет Юлиана фон Холщайн-Норбург. Двамата имат децата:
- Христина Юлиана (* 12 септември 1678; † 10 юли 1707), омъжена на 27 февруари 1697 г. за херцог Йохан Вилхелм фон Саксония-Айзенах (1666 – 1729)
- Карл (* 30 март 1680; † 30 август 1680)
- Фридрих Рудолф (* 13 май 1681; † 18 май 1682)
- Карл Антон (* 29 януари 1683; † 31 май 1692)